# Tazuko Sakane
Tazuko Sakane (坂根田鶴子, Sakane Tazuko) foi uma  diretora de cinema e editora de filmes japonesa. Ela é considerada a primeira cineasta mulher do Japão, seguida pela atriz Kinuyo Tanaka que dirigiu seu primeiro filme em 1953.

## Carreira
Após quatro anos tendo um casamento infeliz, Tazuko Sakane se divorcia do marido. Com a ajuda de seu pai, Sakane consegue um emprego no estúdio Nikkatsu, em Kyoto, no ano de 1927. Ela ingressa na empresa como assistente de direção.
Na época, ela conhece o renomado diretor Kenji Mizoguchi, através de seu pai. Impressionado com o jeito e estilo de Sakane, Mizoguchi a contrata como roteirista. Embora não seja creditada, ela participou em colaboração com Mizoguchi no filme Tôjin Okichi de 1930. Ela continuou a trabalhar com Mizoguchi em vários outros projetos, incluindo os filmes Shikamo karera wa yuku (1931) e Toki no ujigami (1932), como roteirista (sem ser creditada) e assistente de direção. Tazuko Sakane segue Kenji Mizoguchi e Masaichi Nagata quando eles fundaram a produtora Daiichi Eiga para a qual ela dirigiu Hatsusugata (初姿,, 1936), tornando-se a primeira e única diretora mulher no Japão do período pré-guerra.
Sakane muda-se para a região da Manchúria, no nordeste da China, e torna-se diretora da Associação Cinematográfica de Manchukuo. Durante a Segunda Guerra Mundial, realizou mais de dez documentários sobre as condições de vida dos habitantes do nordeste chinês durante a guerra. Apenas um desses filmes sobreviveu até os dias de hoje.
O desejo de Sakane de fazer filmes tornou-se realidade durante a guerra, quando ela se identificou com as políticas colonialistas do Japão Imperial. As normas sociais relativas à criatividade e profissão das mulheres eram tão limitadas na época que reforçar e apoiar um discurso colonialista era uma das únicas formas de Sakane permanecer atuando na indústria cinematográfica de seu país.
Retornando ao Japão em 1946, foi-lhe recusada a reintegração no cargo, sob o pretexto de que deveria ter formação em cinema para ser diretora. Ela foi, portanto, obrigada, aos quarenta e dois anos, encontrar  Mizoguchi e trabalhar novamente como roteirista. Ela o ajudou a dirigir filmes aclamados pela crítica, como Joyū Sumako no koi (1947), Yoru no onna tachi (1948) e Waga koi wa moenu (1949). Em 1962, Sakane aposentou-se aos 57 anos, mas continuou a colaborar como roteirista freelancer para a Daiei até sua morte.

## Legado
No Japão, antes da década de 1980, a hierarquia dentro dos grandes estúdios cinematográficos era uma barreira para as mulheres que decidiam entrar no lado criativo da indústria (com exceção de algumas atrizes japonesas que mais tarde passaram a dirigir filmes).
Todas as primeiras diretoras do Japão conheciam o famoso diretor Kenji Mizoguchi, cujos filmes muitas vezes giravam em torno de heroínas.
Notas e roteiros sobreviventes de Sakane, bem como algumas de suas cartas, foram doados ao Museu Nacional de Kyoto, em 2004, para comemorar o centenário de seu nascimento em uma exposição aberta ao público.

## Vida pessoal

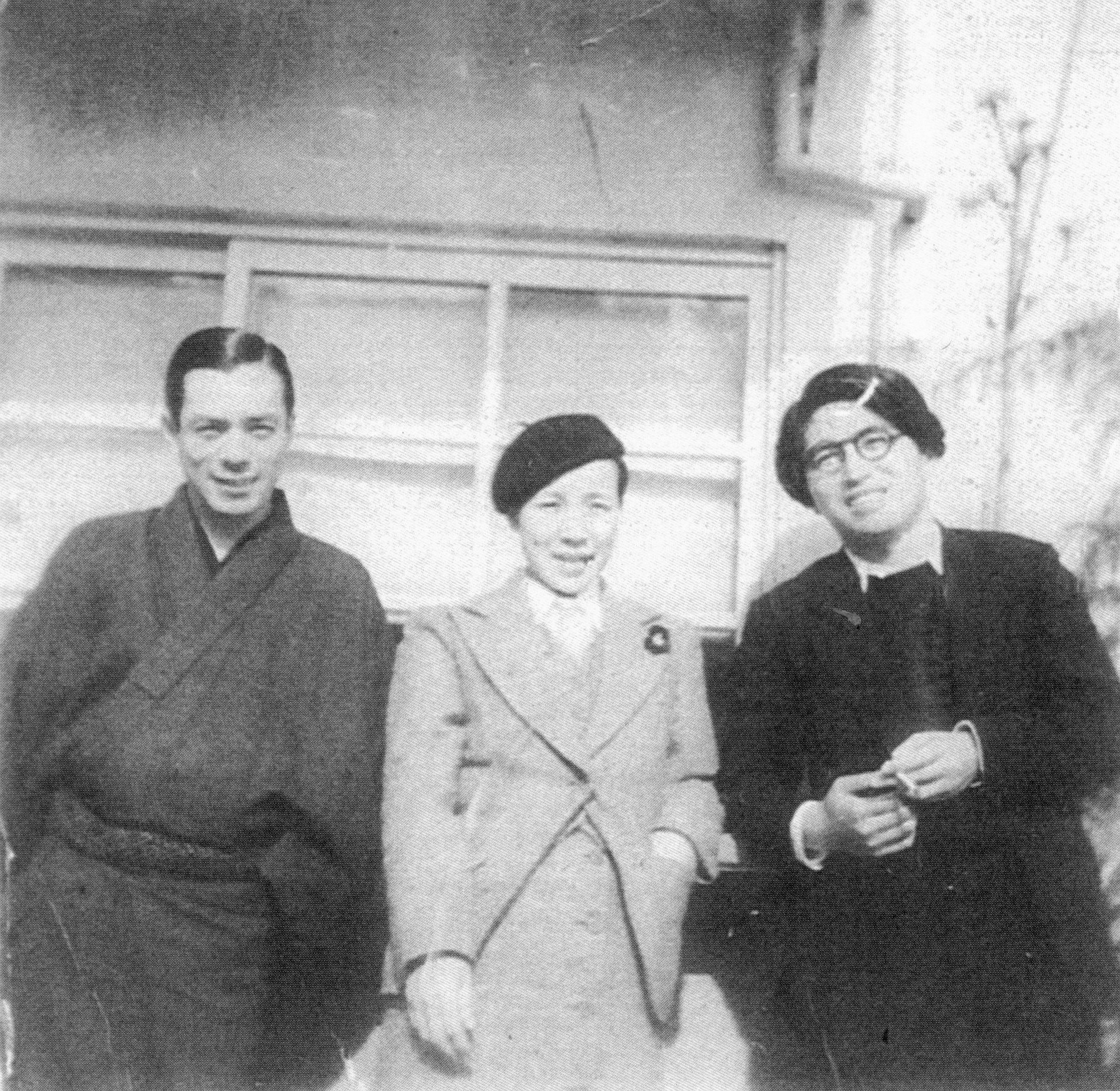
Tazuko Sakane entre Shin Takehisa (esquerda) e Tōkichi Ishimoto por volta de 1936.

O pai de Sakane, um rico empresário, tinha o hábito de levá-la ao cinema quando ela era jovem.
Tazuko Sakane entra na Universidade Dōshisha em Kyoto com o objetivo de se formar em literatura inglesa, mas, no segundo ano de faculdade, sua madrasta a obriga a parar os estudos. Aos 20 anos, ela se casa com um ginecologista, mas se divorcia quatro anos depois, após descobrir a infidelidade do marido.
Quando Sakane começou a trabalhar no meio cinematográfico, ela corta o cabelo e passa a usar roupas "masculinas", mais práticas que o quimono tradicional e habitual, nos sets de filmagem. Sua aparência e estilo de vida lhe renderam numerosas críticas.
Quando Sakane foi mencionada na mídia japonesa nas décadas de 1930 e 1940, ela sempre foi tratada de forma diferente e solicitada a explicar suas sensibilidades “femininas” e sua “diferença" dos diretores homens. Seu trabalho e vida privada são reduzidos a uma questão recorrente: "sua feminilidade é excessiva ou insuficiente?"

## Filmografia

### Como assistente de direção
Todos os filmes abaixo foram dirigidos por Kenji Mizoguchi
- 1930: Tôjin Okichi (唐人お吉)
- 1931: Shikamo karera wa yuku (しかも彼等は行く)
- 1932: Toki no ujigami (時の氏神')
- 1933: Gion matsuri (祇園祭)
- 1934: Junpu-ren (神風連)
- 1934: Aizō Tōge (愛憎峠)
- 1935: Orizuru Osen (折鶴お千)
- 1935: Maria no Oyuki (マリヤのお雪)
- 1935: Gubijinsō (虞美人草)
- 1938: Roei no uta (露営の歌)
- 1938: Ā kokyo (あゝ故郷)
- 1939: Zangiku Monogatari (残菊物語)

### Como diretora
- 1936: Hatsusugata (初姿)
- 1943: Kaitaku no hanayome (開拓の花嫁)

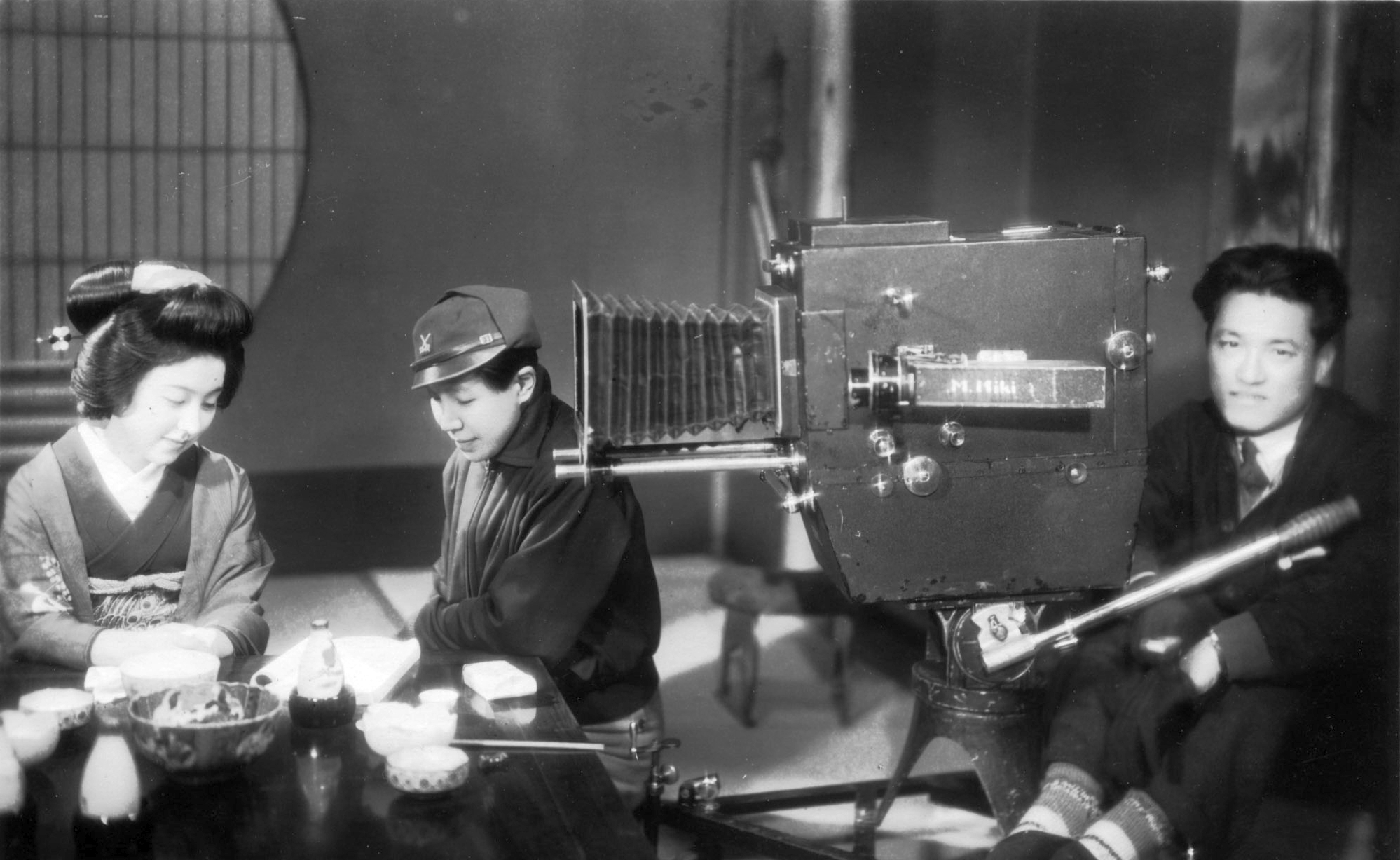
Foto do set de filmagens de Hatsusugata em 1936 com (a partir da esquerda) Chiyoko Okura, Tazuko Sakane e Minoru Miki.

Sakane fez 14 documentários na Manchúria mas que não sobreviveram até os dias de hoje, com exceção de Kaitaku no hanayome, criado em 1943. Seu filme de ficção feito em 1936 intitulado Hatsusugata (初姿) também está perdido.

### Como editora
Todos os filmes abaixo foram dirigidos por Kenji Mizoguchi
- 1933: Taki no shiraito (瀧の白糸)
- 1935: Gubijinsō (虞美人草)
- 1936: Naniwa Erejī (浪華悲歌)
- 1936: Gion no Shimai (祇園の姉妹)
- 1937: Aien kyō (愛怨峡)
- 1947: Joyū Sumako no koi (女優須磨子の恋)
- 1948: Yoru no onnatachi (夜の女たち)